# Grumbach (Wurzbach)
Grumbach ist eine Siedlung in der Stadt Wurzbach im Saale-Orla-Kreis in Thüringen mit 146 Einwohnern.

## Geografie
Die Gemarkung von Grumbach liegt bis zu 724 m über NN und der Ort an der Landesstraße 2373 sowie teilweise am Rennsteig. Das Hochtal im Thüringer Schiefergebirge befindet sich kurz vor der Nordabdachung des Frankenwaldes.

## Geschichte
1616 wurde der Ort erstmals erwähnt. Die Ansiedlung entstand um eine Glashütte, die Glasmacher Christoph Müller und Peter Greiner aus Lauscha 1615 als Wanderglashütte in Dürrenbach an der Hohen Tann bei Wurzbach,  in der heutigen Gemarkung errichtet hatten. Der entstehende Ort wurde Glashütte genannt.
1713 bauten die Bewohner eine Schule. Im gleichen Jahr wurde die Ansiedlung erstmals als Grumbach bezeichnet. 1737 erfolgte die eigentliche Ortsgründung. Die Schiefergewinnung, Waldarbeit, Tourismus sowie Winter- und Sommersport waren die Haupteinnahmequellen für den Lebensunterhalt der Bewohner.
Der Ort gehörte zur reußischen Herrschaft Ebersdorf zeitweise der Linien Reuß-Lobenstein und Reuß-Ebersdorf. 1848 kam der Ort zum Fürstentum Reuß jüngerer Linie, ab 1852 zum Landratsamt Schleiz und 1919 zum Volksstaat Reuß. Seit 1920 gehört der Ort zu Thüringen.